# Dangerously in Love (песня)
«Dangerously in Love» — песня, первоначально вышедшая на третьем студийном альбоме музыкального коллектива Destiny's Child Survivor. Продюсеры и композиторы — Бейонсе и Эррол «Поппи» МакКалла-младший. Эта одна из немногих песен альбома, которую почти полностью исполняет Бейонсе.
В 2003 году Бейонсе заново записала песню для своего дебютного сольного альбома, который был назван так же, как и песня, Dangerously in Love. Композиция вышла также как сингл в июне 2003 года. Клипа на эту песню снято не было, однако существуют записи концертных выступлений певицы.

## Длительность версий
- Dangerously in Love (Destiny's Child с альбома Survivor) — 04:52
- Dangerously in Love 2 — 04:53

## Чарты и сертификаты
| Чарт (2004)                           | Место |
| ------------------------------------- | ----- |
| США (Billboard Hot 100)               | 57    |
| США (Billboard Hot R&B/Hip-Hop Songs) | 17    |

| Чарт (2004)              | Место |
| ------------------------ | ----- |
| US Hot R&B/Hip Hop Songs | 75    |

| Страна    | Сертификат   |
| --------- | ------------ |
| США(RIAA) | золотой (MT) |